# Hans Rieser
Hans Rieser (* 23. Juni 1934 in Hippach, Tirol) ist ein österreichischer Bildhauer.
Nach einer Bildhauerlehre bei Otto Moroder in Mayrhofen im Zillertal (1955–1958) studierte er ab 1960 Bildhauerei an der Akademie der bildenden Künste Wien und in München mit Diplomabschluss. Seit 1965 ist er als freischaffender Bildhauer und Zeichner in Deutschland und Österreich tätig.
Rieser lebt und arbeitet seit 1965 in Niederbayern. Zuerst lebte er in Straubing, wo auch sein Atelier ist, wohnte einige Jahre in Mitterfels und lebt seit vielen Jahren wieder in Straubing.
Der Tiroler Kunstkataster listet sieben Werke des Künstlers im öffentlichen Raum in den Orten Brandberg, Kaltenbach, Schwendau, Stumm und Uderns auf.

## Auswahl von Werken im öffentlichen Raum
- Stute und Fohlen in Stumm im Zillertal (um 1970)
- Kriegerdenkmal an der Ostseite der Marienkapelle in Kaltenbach im Zillertal (1976)
- Brunnen auf dem Dorfplatz der Gemeinde Schwendau (1992)
- „Nixe“ an der Staustufe Straubing, Bonze (1994)
- Dorfbrunnen in Mitterfels bei der Friedenseiche (um 1995)[1]
- „Schwung, Dynamik, Geschwindigkeit“, Bronze, zu Ehren von Stephan Eberharter, Stumm im Zillertal (2002)
- lebensgroße Figur der Muse Thalia; Theater am Hagen in Straubing (2010)
- Kindergruppe vor dem Klinikum St. Elisabeth Straubing
- „Balance“, Bonn

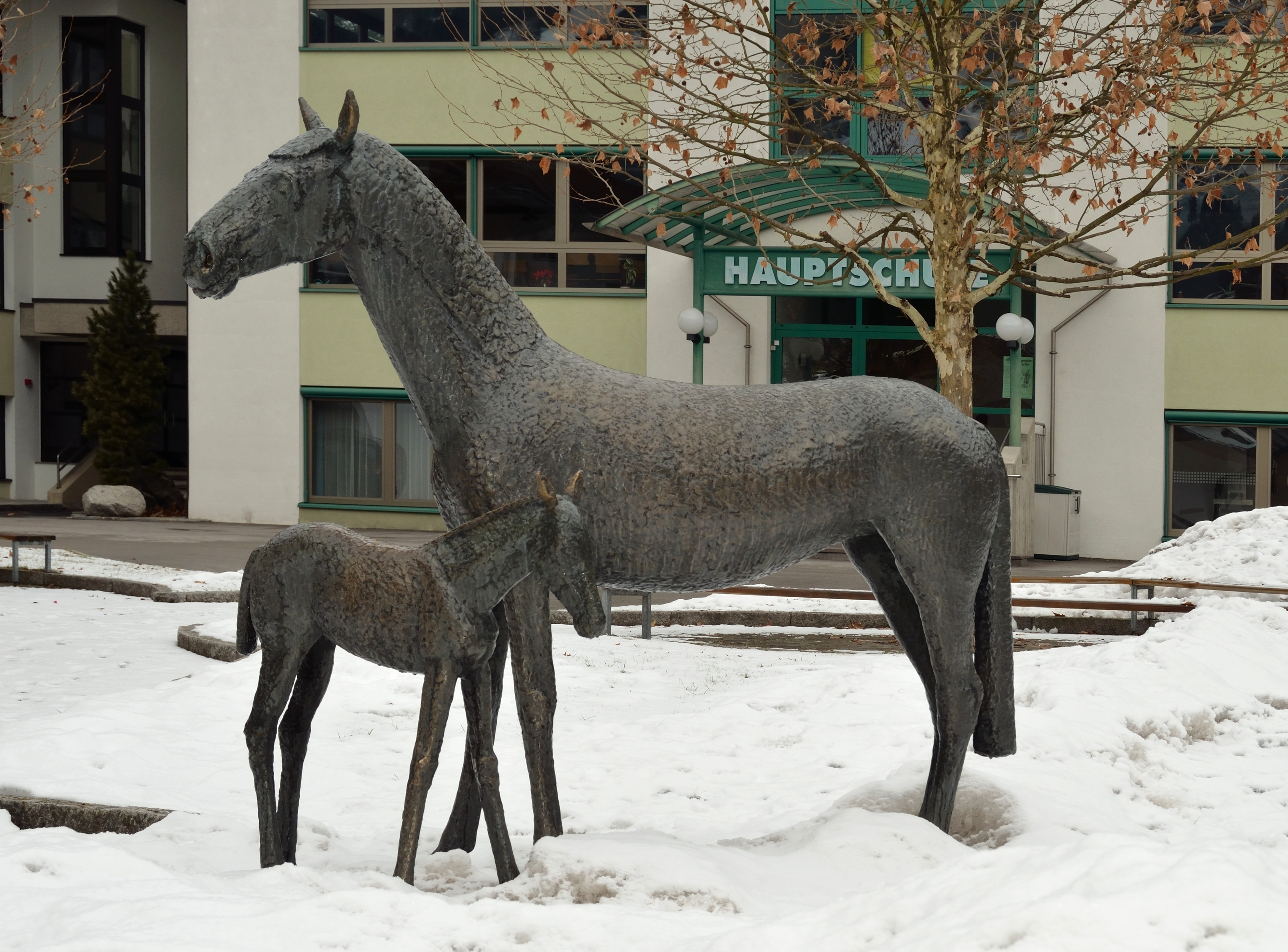
Stute und Fohlen
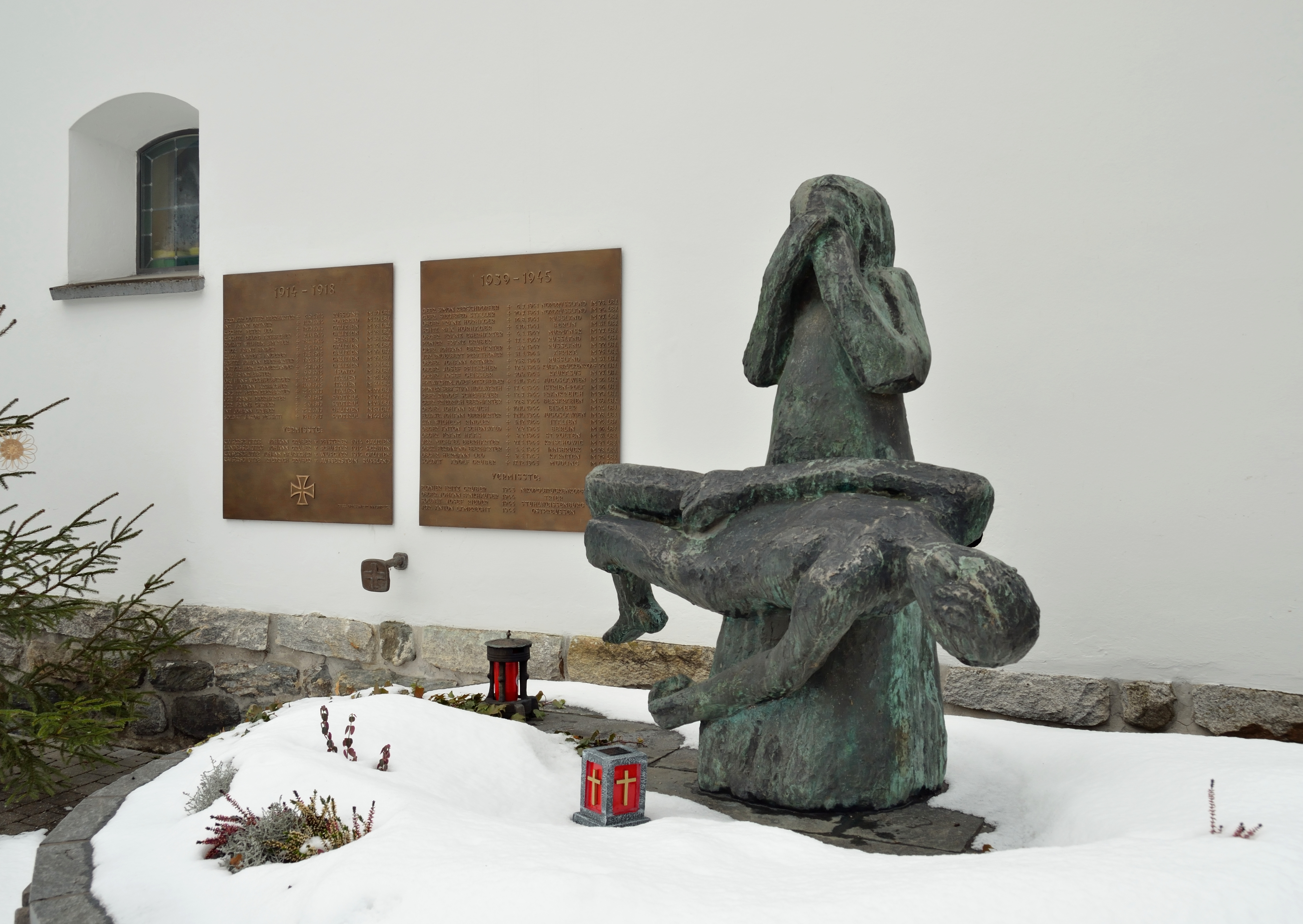
Kriegerdenkmal Kaltenbach
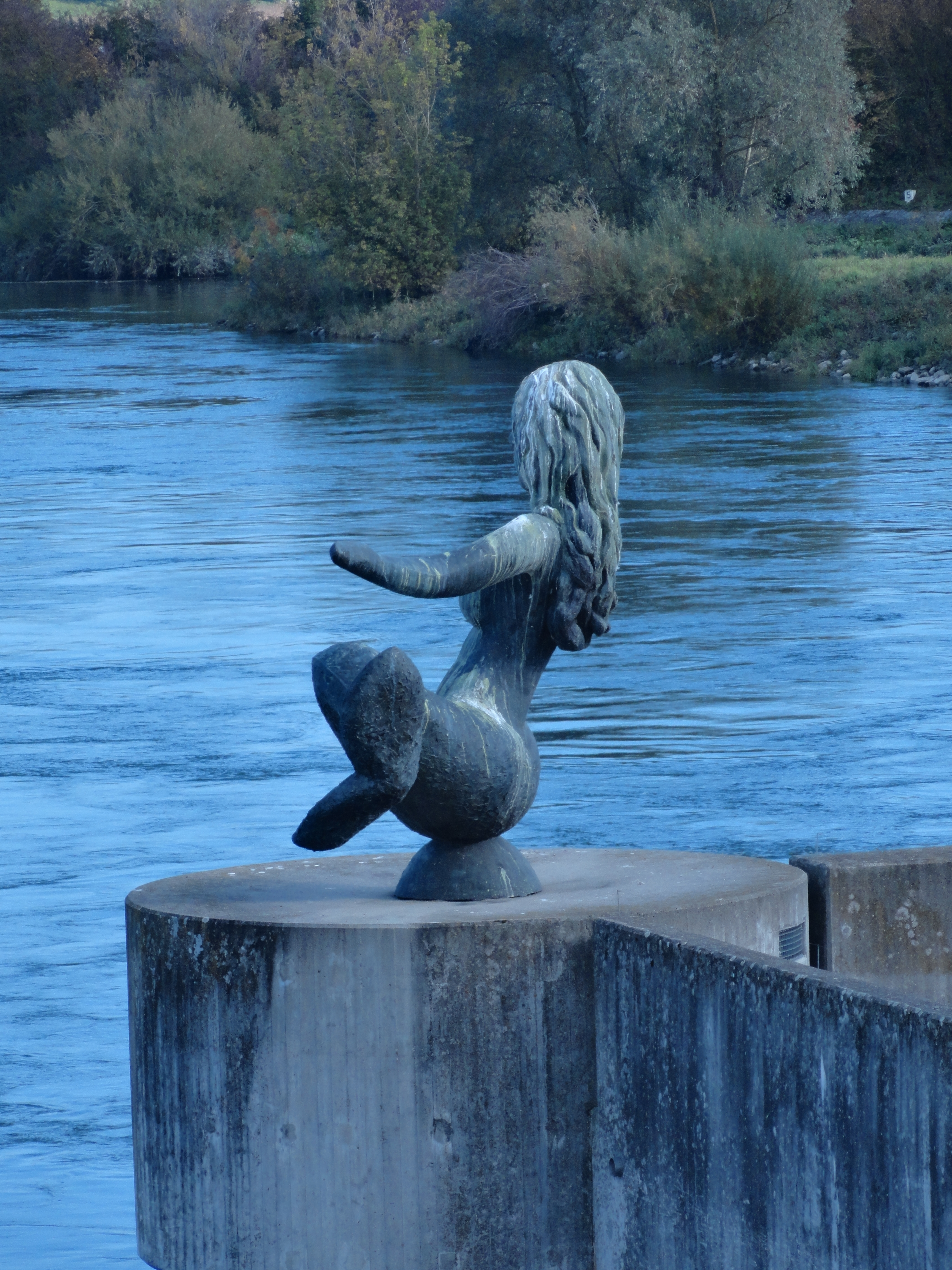
Nixe
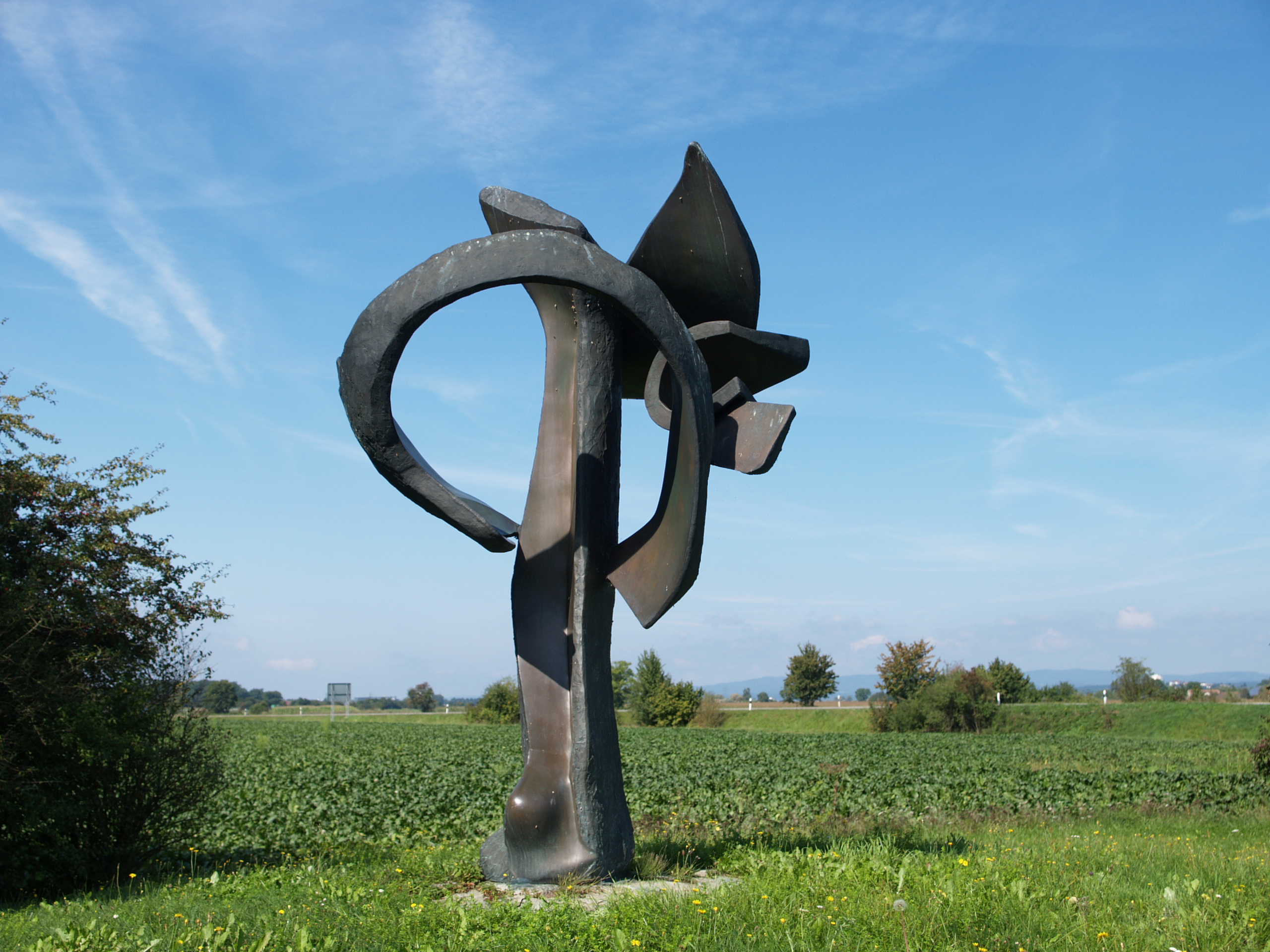
Brückenskulptur
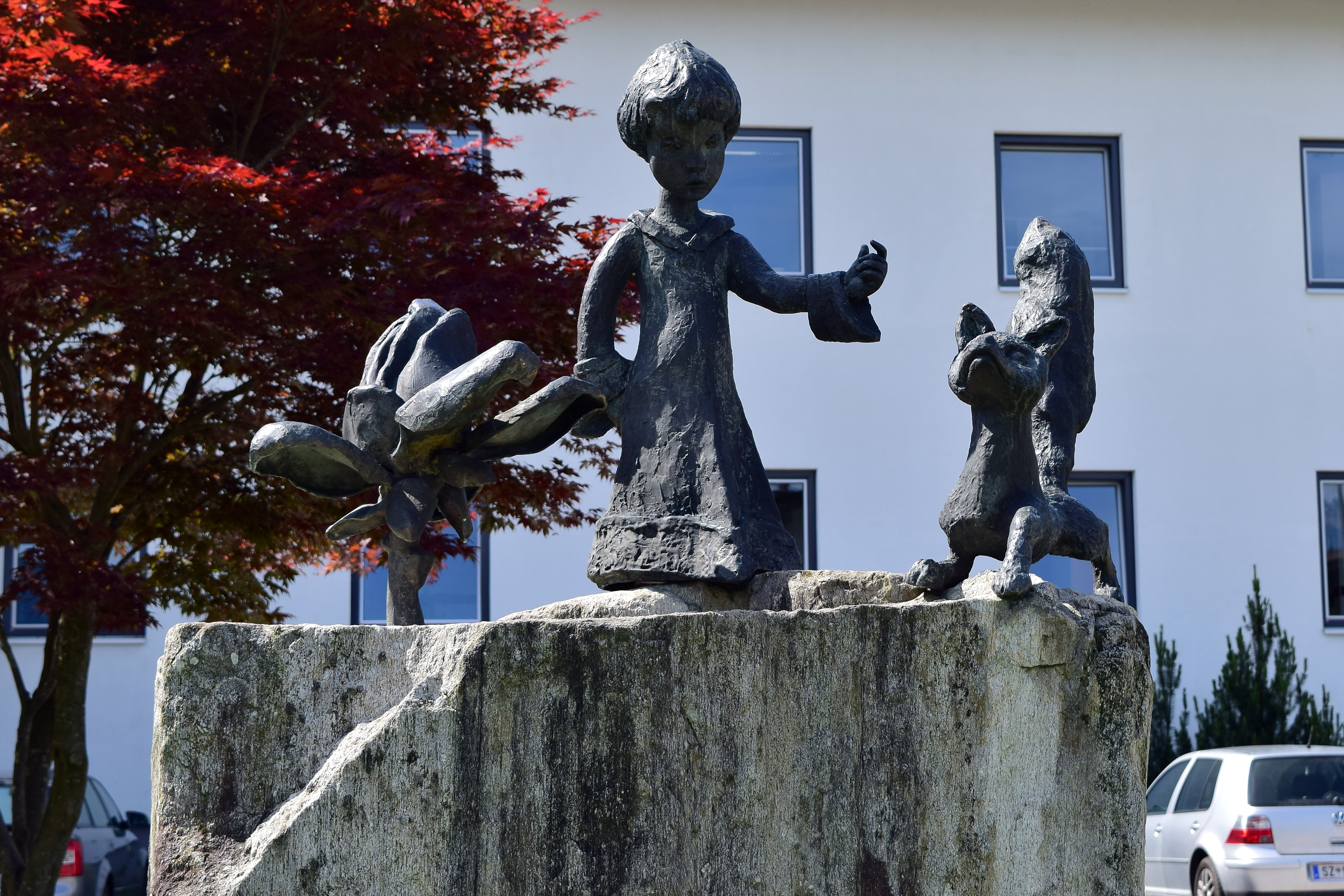
Der kleine Prinz
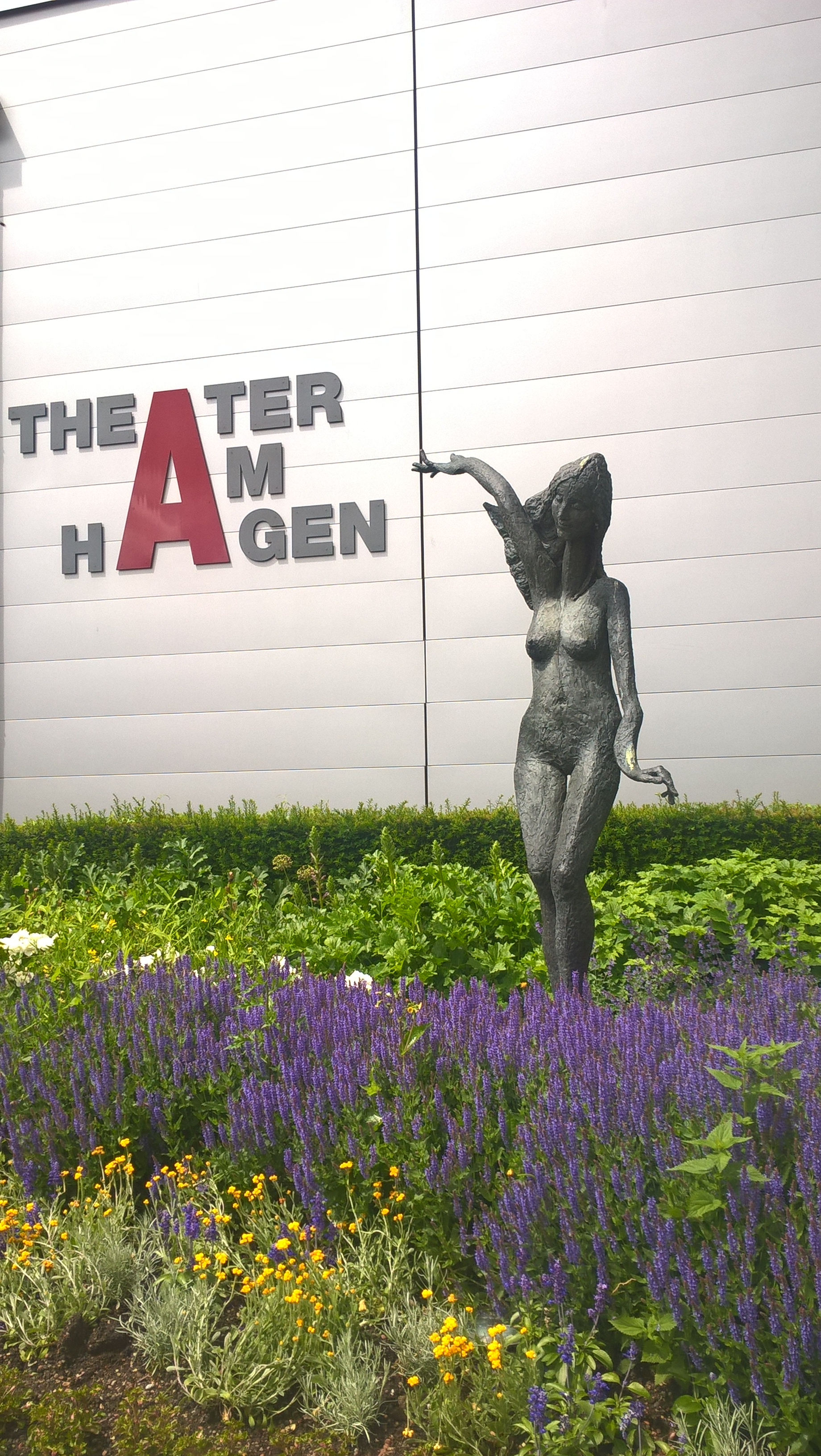
Die Muse Thalia vor dem Theater Straubing